# Parafia Nawiedzenia Najświętszej Maryi Panny w Woli Gułowskiej
Parafia Nawiedzenia NMP w Woli Gułowskiej – parafia rzymskokatolicka w Woli Gułowskiej.

## Obszar
Terytorium parafii obejmuje Wolę Gułowską, Budziska, Dąbrówka, Ernestynów, Ferdynandów, Helenów, Kalinowy Dół, Krzówka, Lendo Wielkie, Lipiny, Natalin, Niedźwiedź, Podlodówka, Sobiska, Turzystwo, Urszulin, Walentynów, Władysławów oraz Żurawiec.